# Хіросі Йосіда

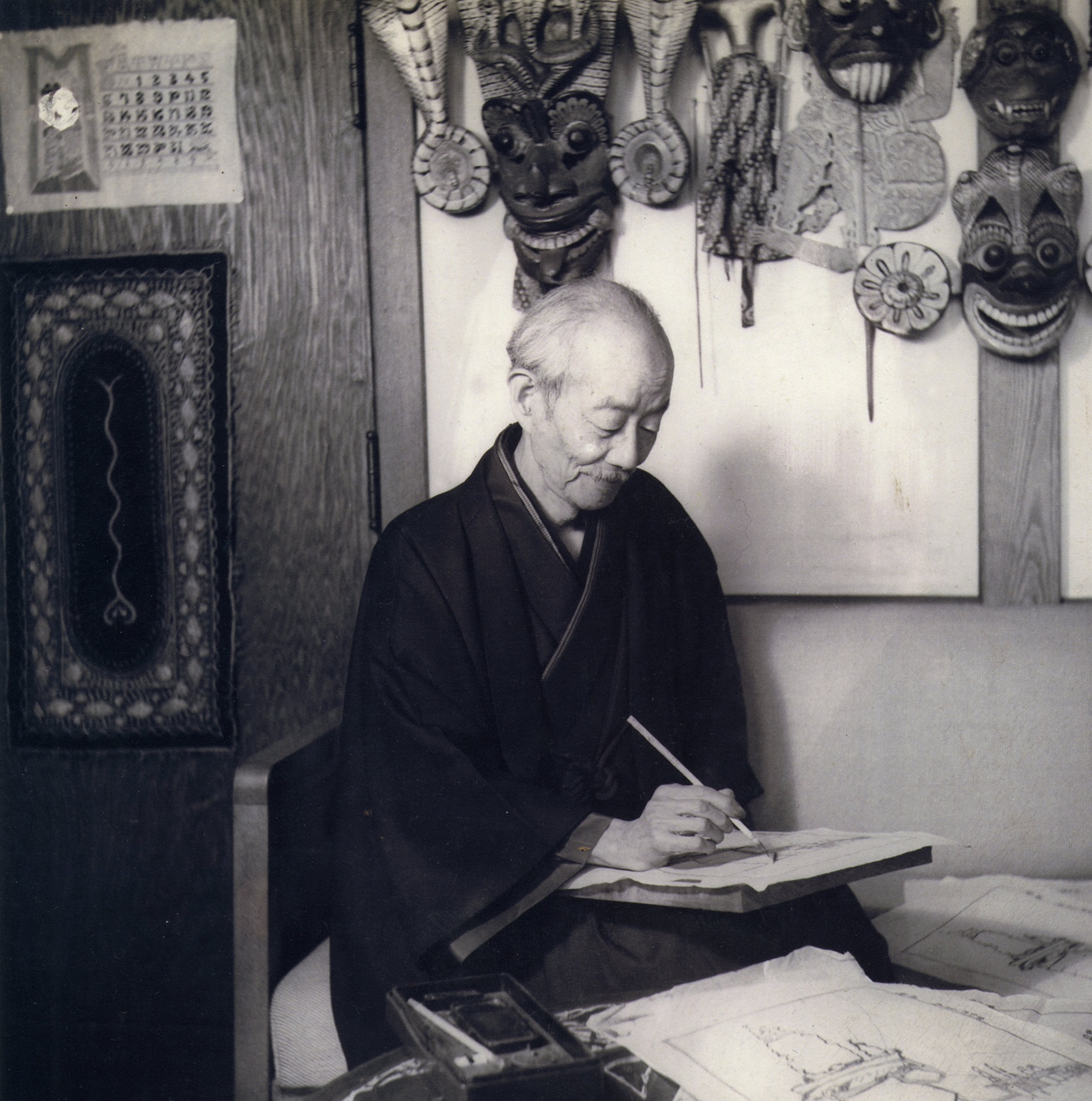
1949

Хіросі Йосіда (яп. 吉田博, 1876, Куруме, Фукуока — 1950) — японський художник і графік.

## Життєпис
Народився в місті Куруме, Фукуока, на острові Кюсю. художні здібності хлопчика підтримував вітчим, котрий був викладачем у державній школі. В 19 років парубка відправили в Токіо, в майстерню художника Тамура Сорію, викладача і прихильника західноєвропейського живопису. Потім він перейшов до Кояма Сотаро, у якого стажувався ще три роки.
До 1899 року вже мав декілька творів, які і продемонстрував на його першій виставці в Сполучених Штатах у місті Детройт. В пошуках нових тем і самоосвіти здійснив декілька подорожей в Сполучених Штатах, де відвідав Провіденс (Род-Айленд), Бостон, (Масачузетс), Вашингтон, а також подорож в Західну Європу. 1920 року художник представив свою першу гравюру відомому японському видавцю Ватанабе Шоцабуро (1885—1962), котрий роками підтримував діячів «Нової гравюри» (Син-Ханга). Співпрацював із видавцем приблизно три роки, і перервав зв'язок через землетрус 1 вересня 1923 року, такі часті в Японії.
1925 року Хіросі Йосіда відкрив власну студію і друкарню. Поступово митець відходив від настанов і «Нової гравюри», і Сосаку Ханга, створивши практично власний напрямок в японській гравюрі. Теми гравюр Хіросі Йосіда не замкнені на японських краєвидах, а мають інтернаціональне спрямування. Так, він має цикл творів, присвячених національним паркам Сполучених Штатів, Швейцарських Альп, зображенням Тадж Махала, Пакистану, Афганістану, Сінгапуру.
Сини і невістки митця теж стали художниками і створили родинне художнє виробництво, незважаючи на різну власну обдарованість і різні жанри, в яких працювали.

## Галерея

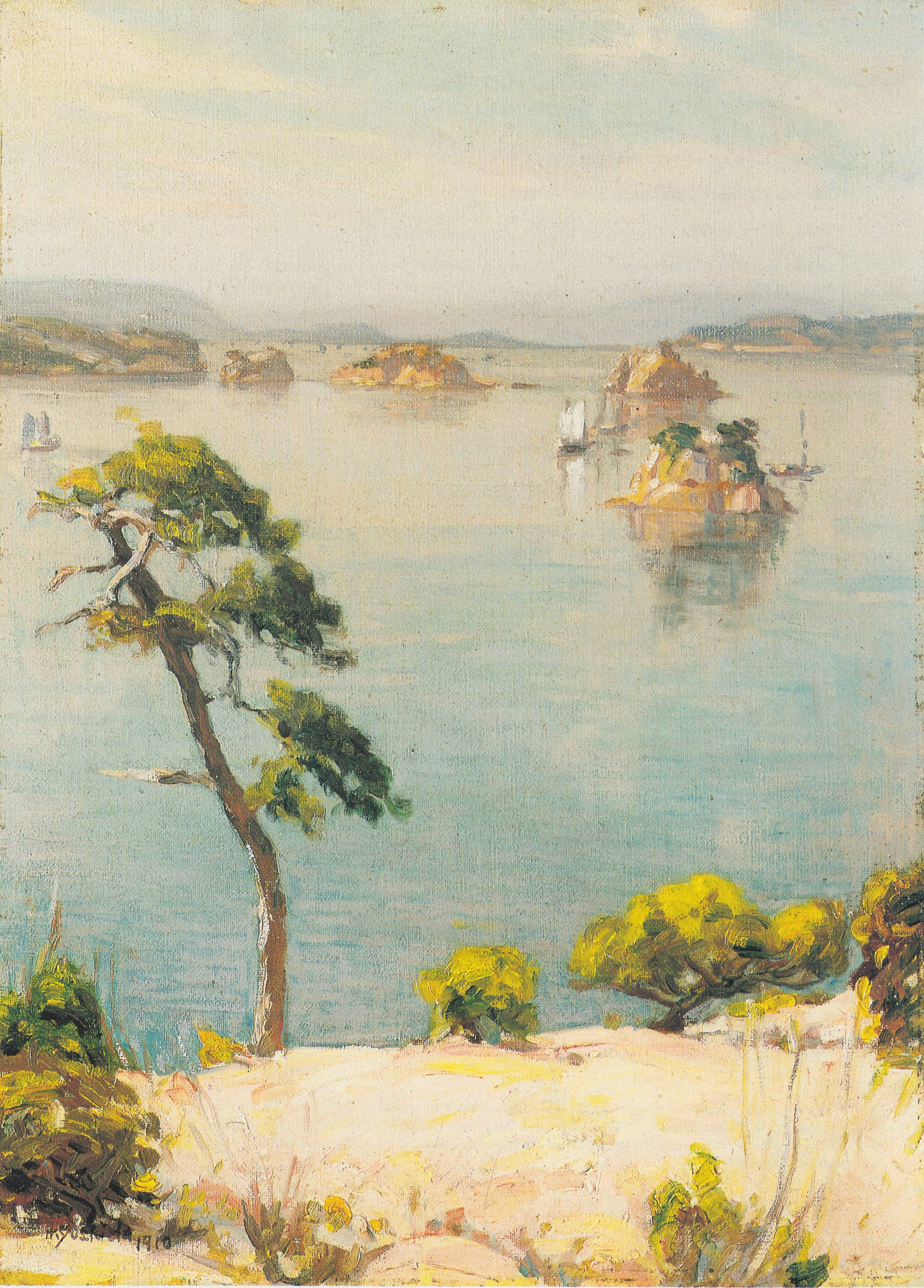
Акварель, 1910
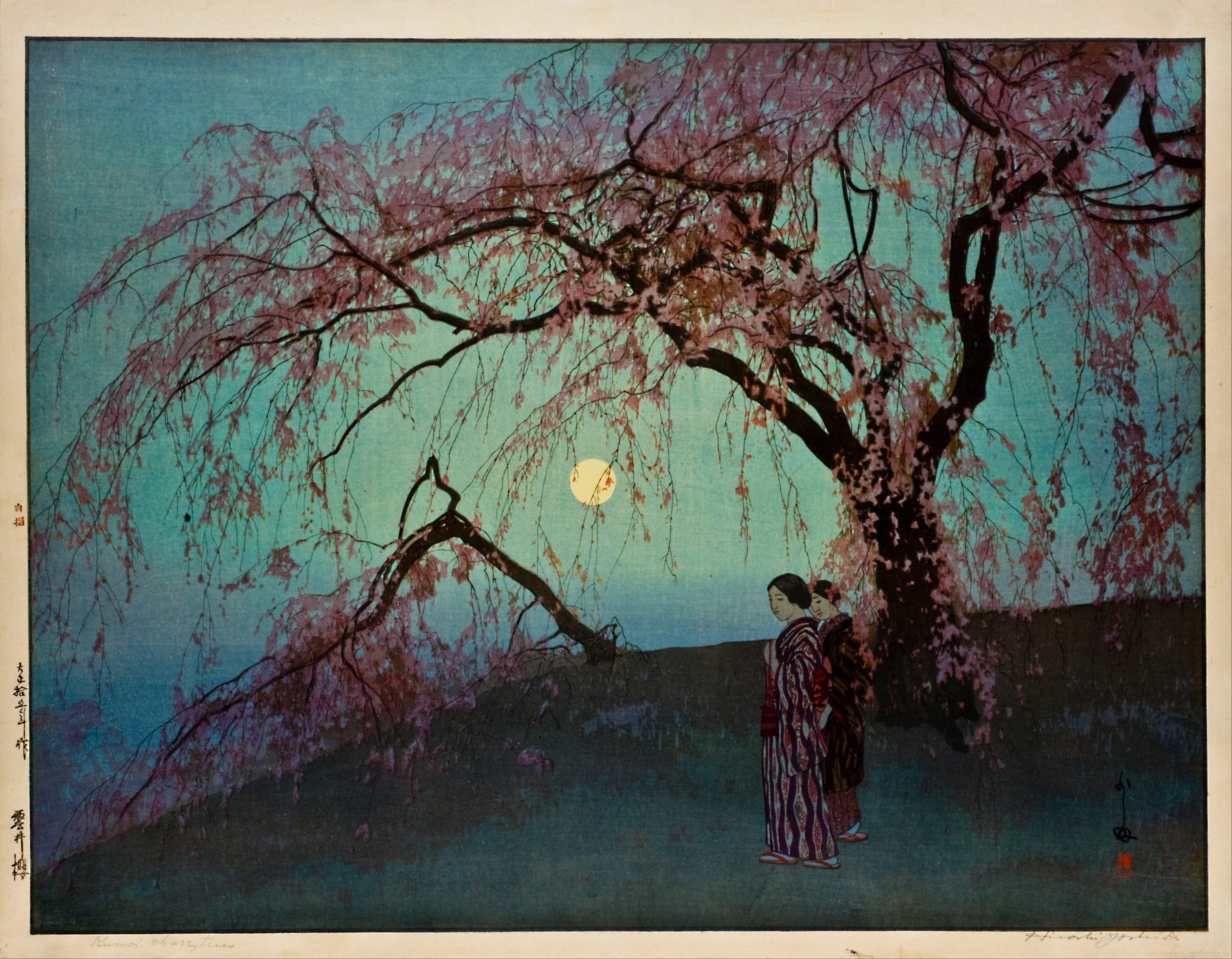
Цвітіння сакур, 1920
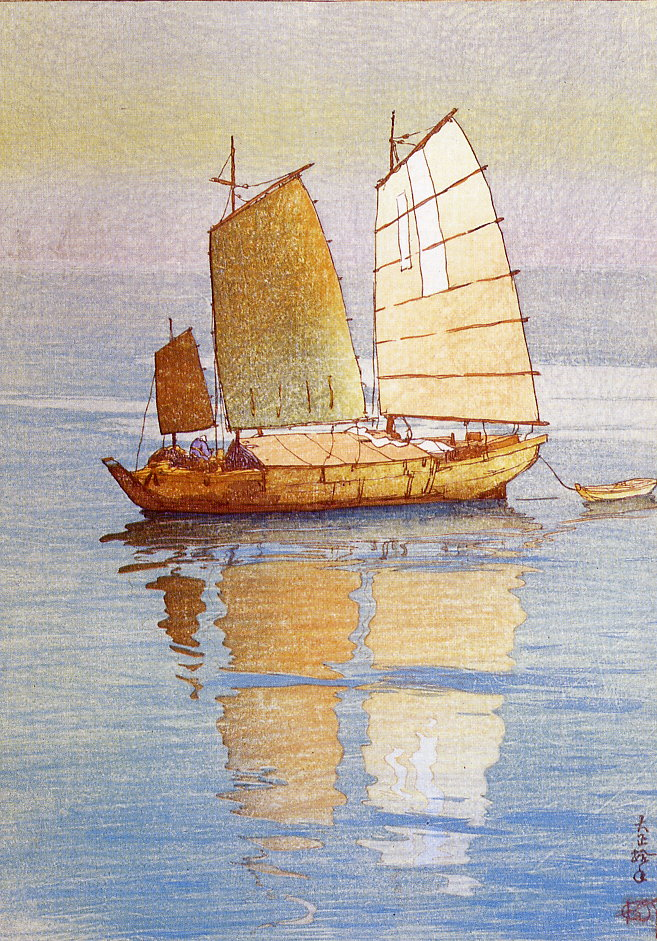
Човен, 1921
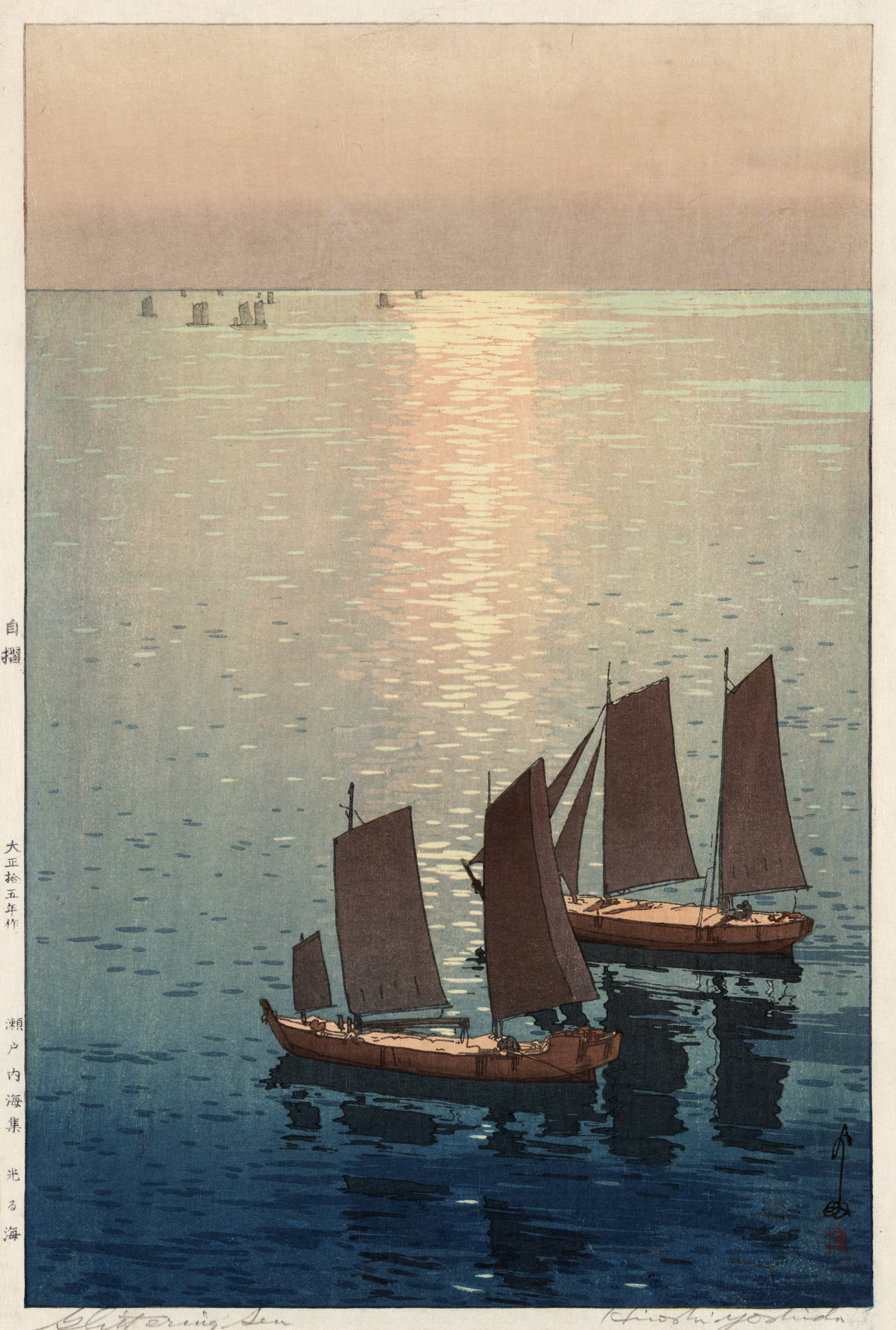
Блискуче море, 1926
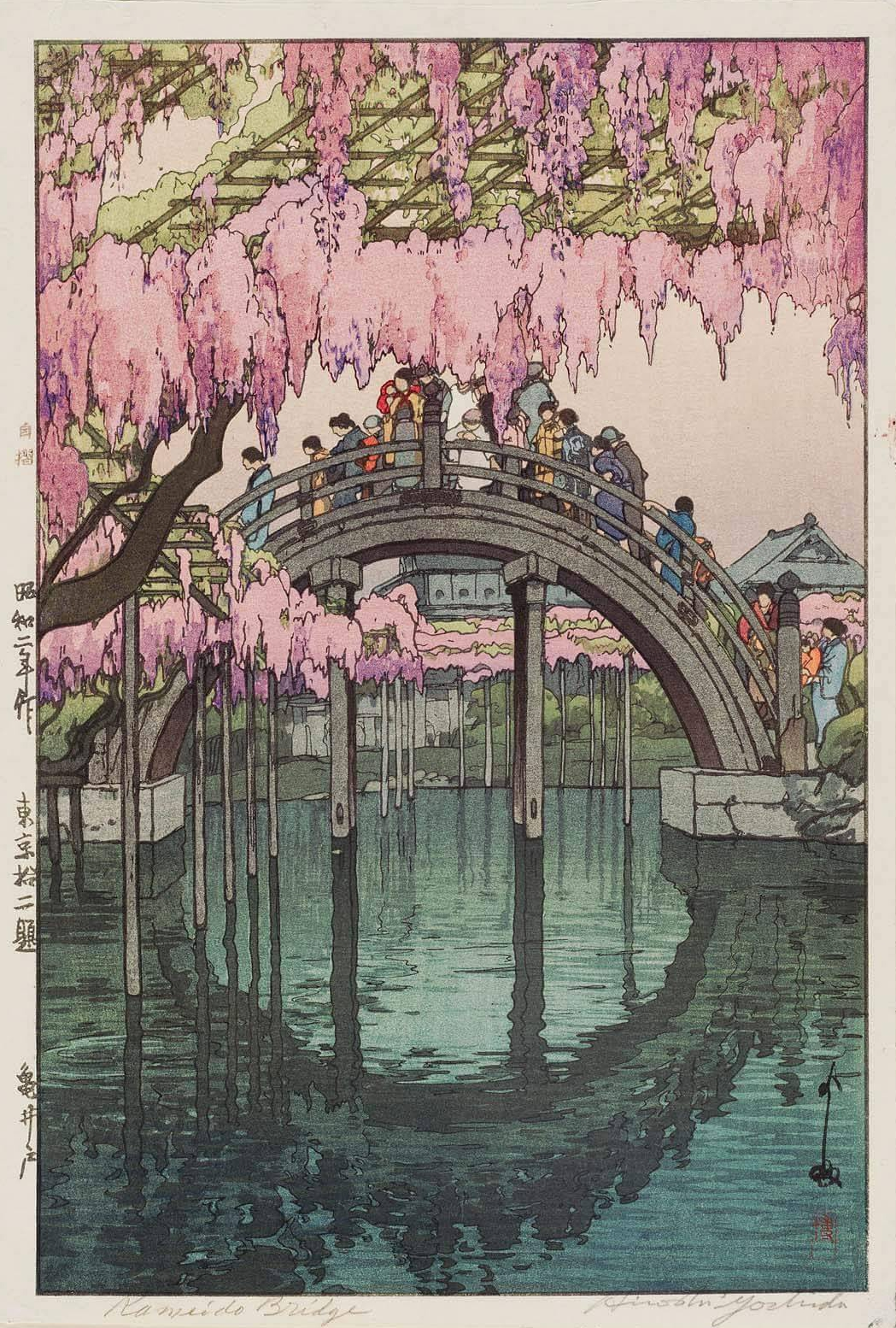
Храм Камейдо, 1927
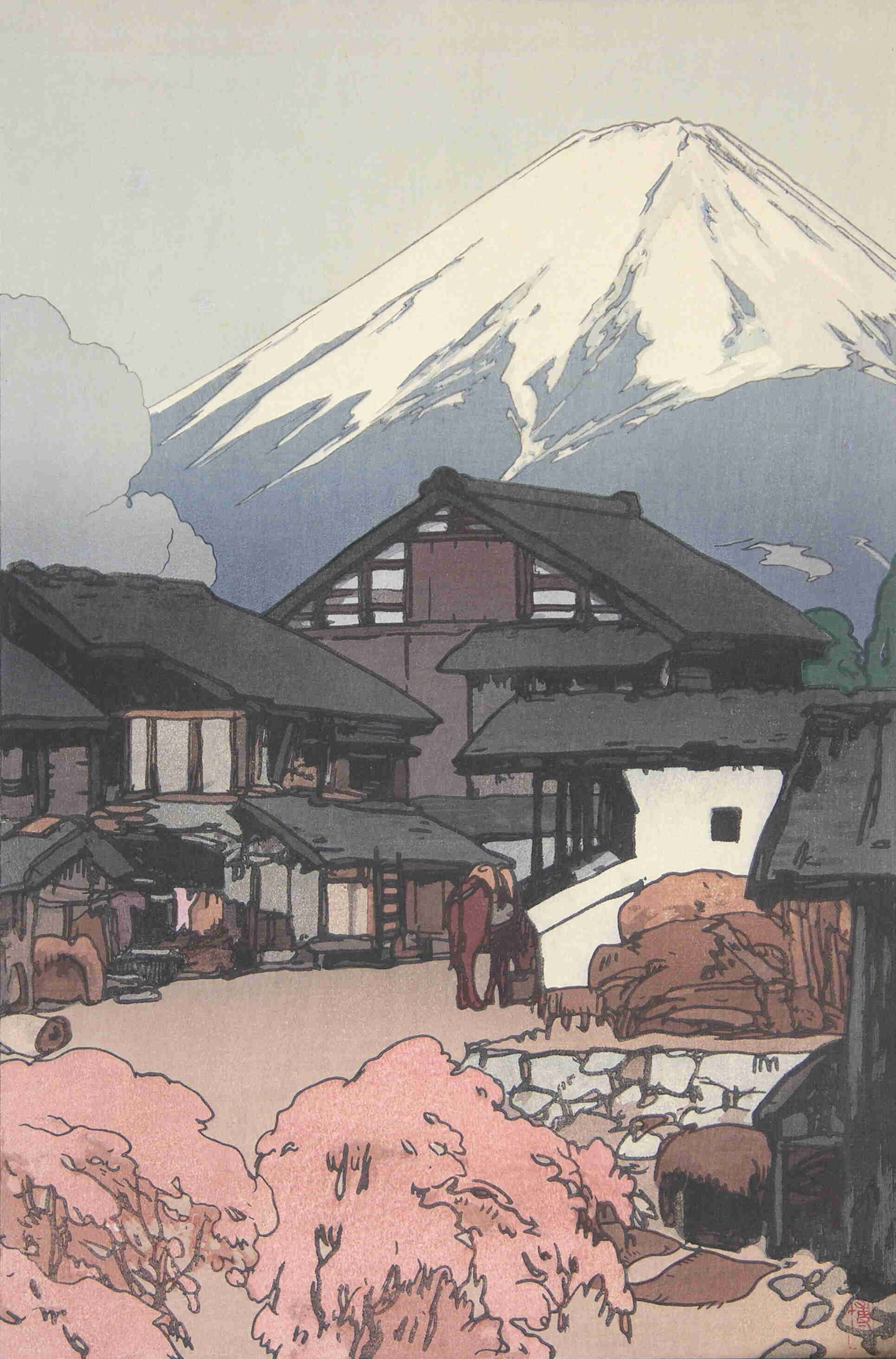
Фудзіяма, 1928
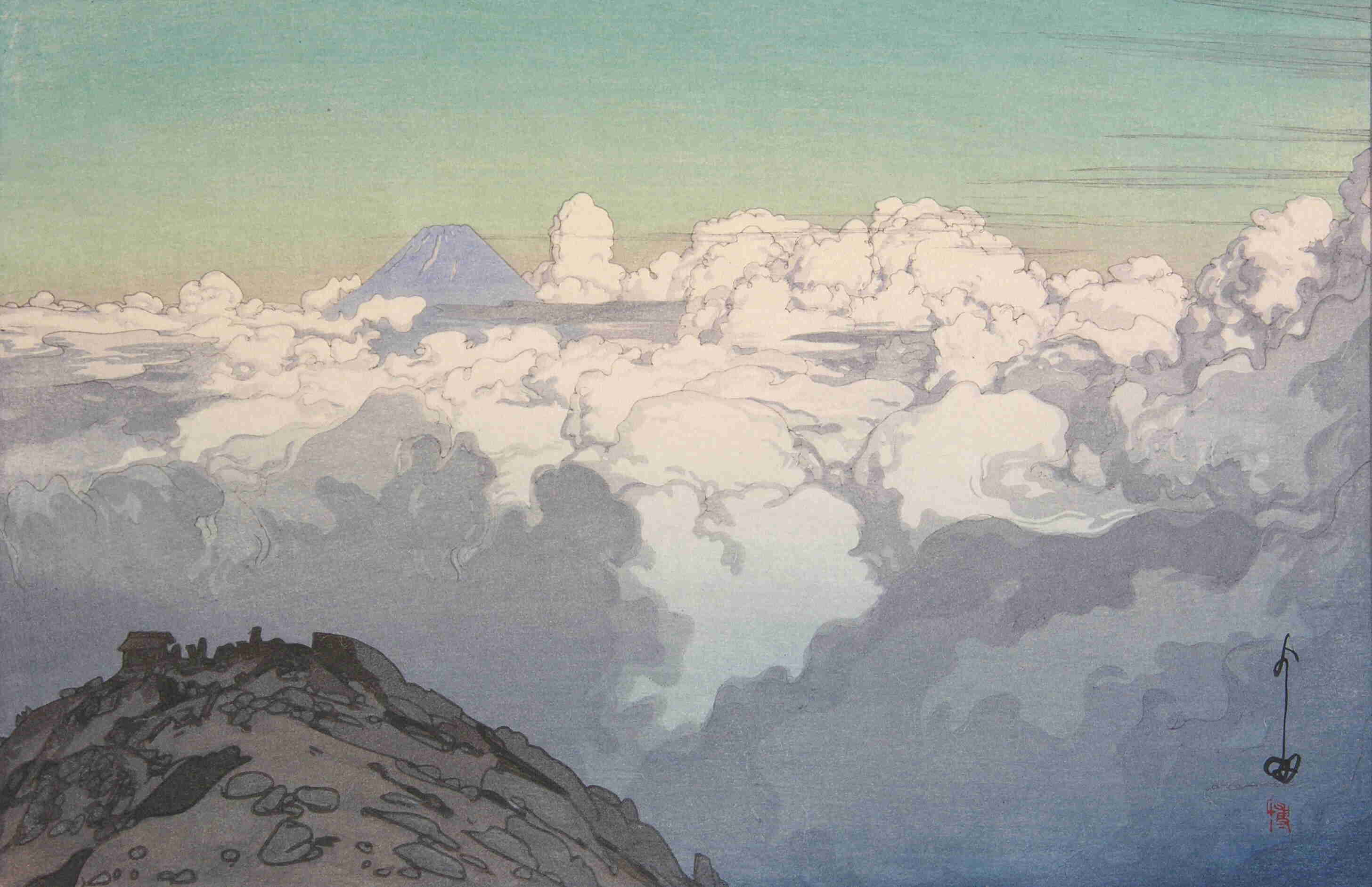
Вид з Комагатаке, 1928
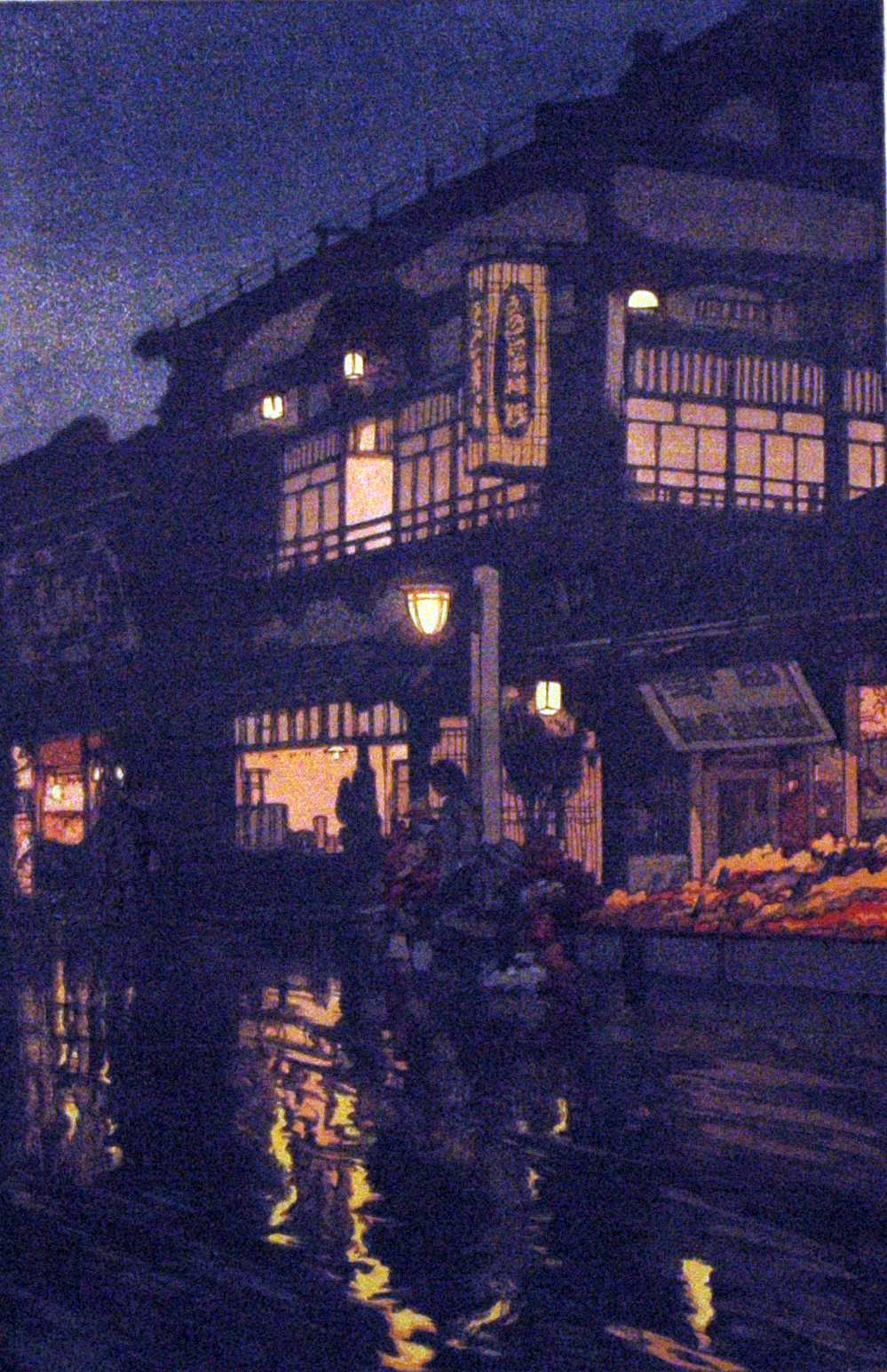
Вулиця Кагурадзака після нічного дощу, 1929
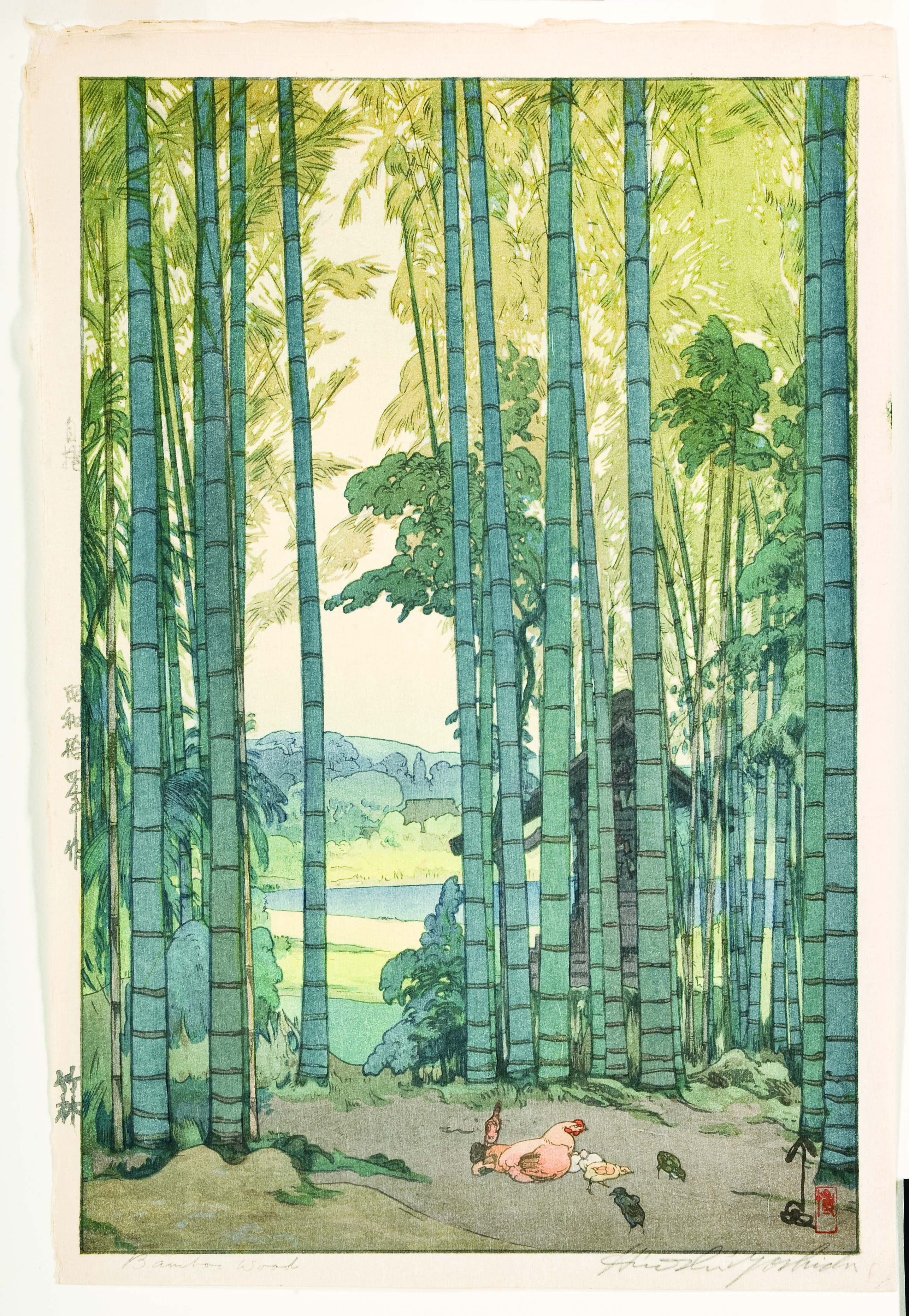
Бамбуковий гай, 1939
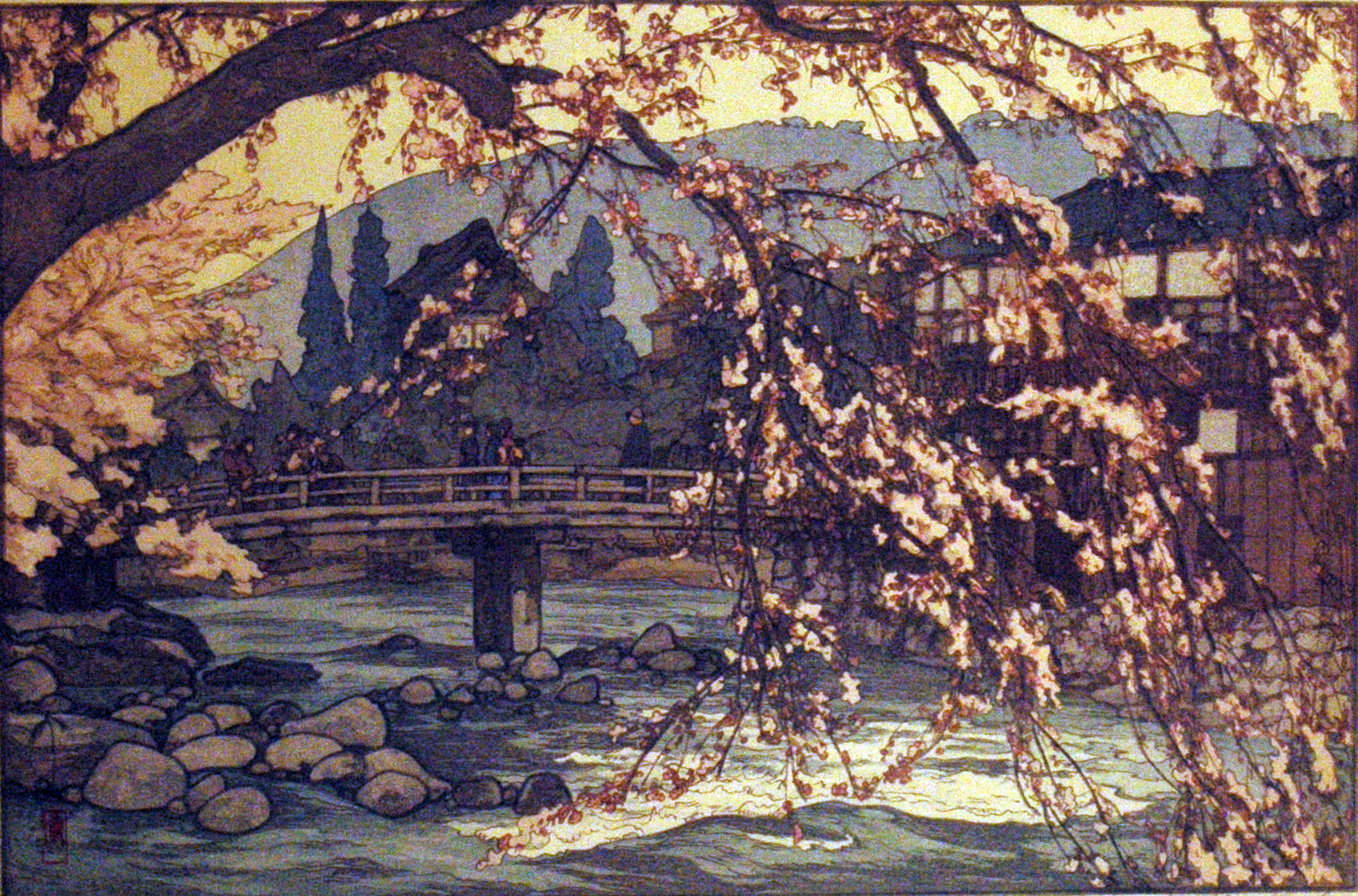
Гаряче джерело, 1940
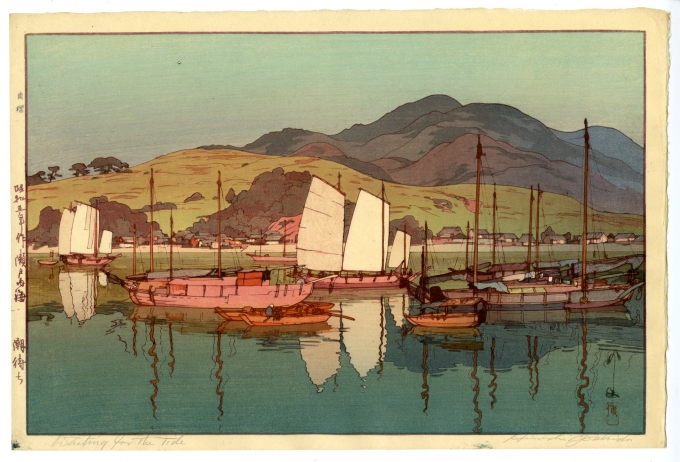
Внутрішнє Японське море
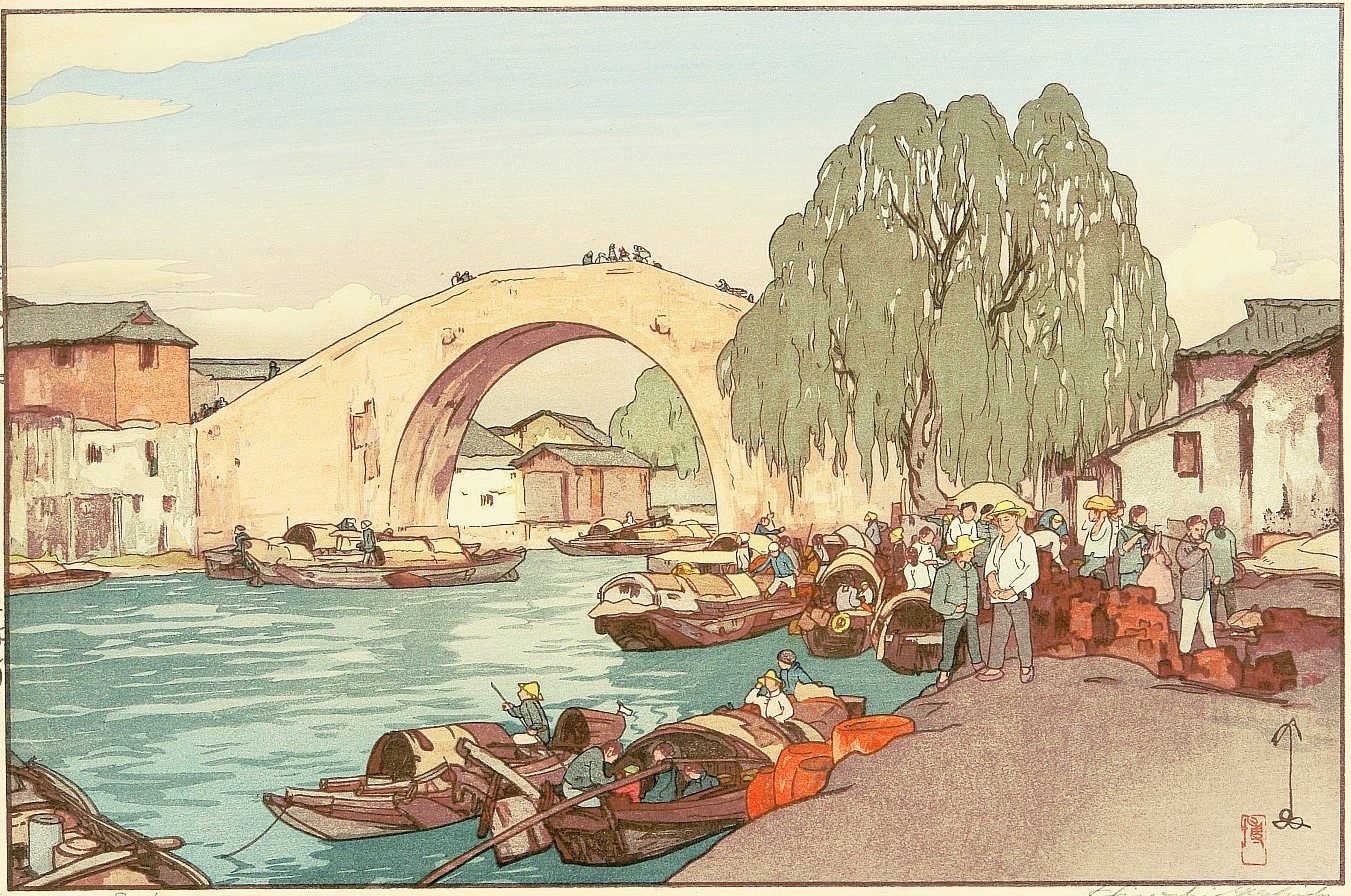
Сцена в Китаї
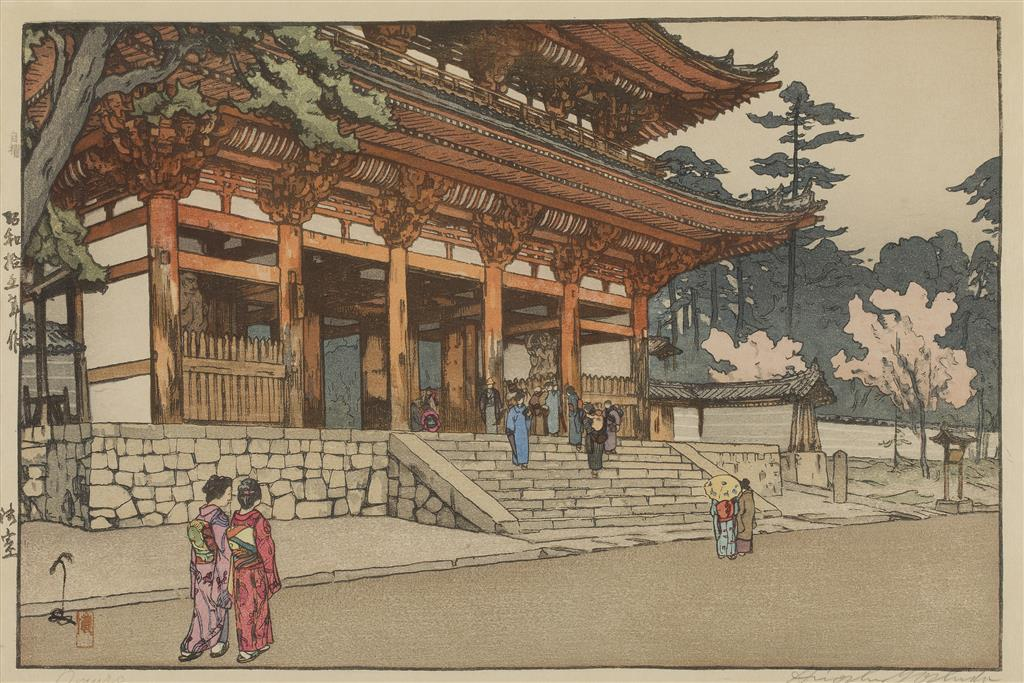
Омуро
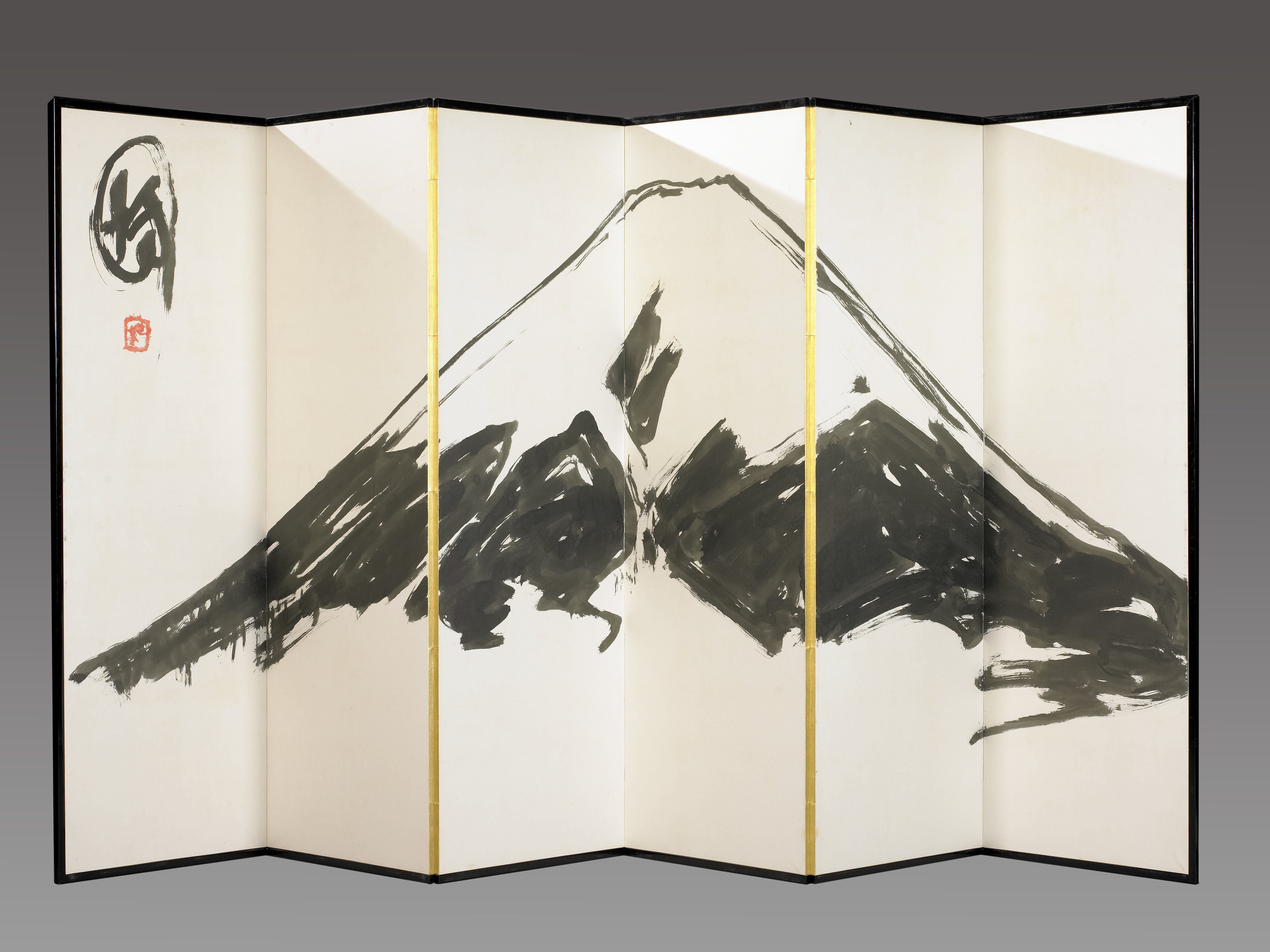
Паломництво на гору Фудзі, Державний музей (Амстердам)